# Vývrat (potok)
Vývrat je potok na Záhorí, ve východní části okresu Malacky. Je to pravostranný přítok Rudavky, má délku 9,8 km a je vodním tokem V. řádu.

## Pramen
Pramení v Malých Karpatech, v podcelku Pezinské Karpaty, v části Biele hory, na jižním svahu Hubalové (534,8 m n. m.) v nadmořské výšce kolem 500 m n. m.

## Popis toku
Nejprve teče západním směrem, zleva přibírá přítok ze severozápadního svahu Gajdoše (650,5 m n. m.), vytváří oblouk vypnutý na sever a přibírá přítok z jihovýchodních svahů Vysoké (754,3 m n. m.). Dále se stáčí na severozápad, protéká rekreační osadou Vývrat, zprava přibírá přítok zpod Bučkové (545,4 m n. m.) a vstupuje do Borské nížiny. Protéká podcelkem Podmalokarpatská sníženina, zleva přibírá krátký přítok, na pravém břehu obtéká dva rybníky a následně napájí vodní nádrž Vývrat. Potom pokračuje víceméně na sever, z pravé strany přibírá krátký přítok zpod Vinohradů (272,7 m n. m.) a západně od obce Rohožník ústí v nadmořské výšce cca 196 m n. m. do Rudavky.